# Erwan Larher
 (décembre 2017).
Erwan Larher est un écrivain et romancier français.

## Biographie
Erwan Larher est né le 28 juillet 1970 à Clermont-Ferrand.
Très jeune, il est attiré par l'écriture. Ainsi, à l'âge de 14 ans, il commence son premier roman sur un cahier Calligraphie marron. C'est également une époque où il écrit des poèmes. En 1991, il soumet son quatrième roman à plusieurs éditeurs, dont Jean-Marc Roberts, qui, s'ils ne le publient pas, l'encouragent à persévérer.
Après ses études (hypokhâgne au Lycée La Bruyère de Versailles, IEP d'Aix-en-Provence, DESS de gestion des institutions culturelles à Paris-Dauphine), il entame sa carrière professionnelle dans l'industrie musicale, tout d'abord comme régisseur de concerts et de tournées, comme chef de produit ensuite, pour EMI puis Universal Music. Parallèlement, il continue d'écrire des romans mais aussi des textes de chansons et des séries télévisées. En 2001, il quitte l'industrie musicale pour se consacrer pleinement à l'écriture.
À la suite d'une formation de comédien à Acting International, Erwan Larher monte sa pièce ShowBiz, jouée à Paris au Bouffon Théâtre du 26 novembre au 8 décembre 2002 (mise en scène Nick Millet), puis du 13 au 25 mai 2003 (mise en scène Émilie Le Canu). Il y tient un des rôles principaux, avec en particulier Julia Vignali et Nader Boussandel.
Trois ans plus tard, du 9 mai au 3 juin 2006, sa pièce Dégâts d'ego est mise en scène dans le même théâtre par Éric Hénon. Erwan Larher y joue aux côtés de Marie Le Cam, Pauline Delpech, Sylvain Tempier et Stéphane Aubin. 
Entre 2008 et 2010, Erwan Larher fait du doublage, de la narration et du voice-over, principalement pour le studio AGM Factory, et suit deux formations AFDAS de comédien doublage (niveaux 1 & 2), sous la direction de Raphaël Anciaux puis Bernard Lanneau. 
En août 2010, son premier roman, Qu'avez-vous fait de moi ?, est publié aux Éditions Michalon. Dans Livres Hebdo, Jean-Claude Perrier définit l'ouvrage comme : "Une brillante comédie sociale qui dérape en thriller, le tout mené avec style et brio. C’est à la fois haletant, drôle, non sans une pointe de satire sociale." Le roman est choisi par Cultura dans sa sélection de rentrée "Talents à découvrir".
En janvier 2012 paraît son deuxième roman, Autogenèse. En 2013, son troisième ouvrage, L'Abandon du mâle en milieu hostile, est édité cette fois chez Plon, publié par François Taillandier. Mais la vente de ses livres ne lui permet pas d'en vivre, aussi a-t-il une activité de rewriting pour des maisons d'édition. Toujours chez Plon paraît en janvier 2015 son quatrième roman, Entre toutes les femmes.
C'est à cette époque qu'il fait l'acquisition du Logis du Musicien, édifice médiéval situé dans la commune de Mirebeau dans la Vienne. Le projet d'Erwan Larher est de transformer ce lieu en résidence d'auteurs pour y accueillir des écrivains dans un milieu propice à la création littéraire. Pour financer la restauration, il procède à une levée de fonds soutenue par la Fondation du Patrimoine.
Le 13 novembre 2015, alors qu'il est présent au concert du groupe rock Eagles of Death Metal au Bataclan, il est blessé par balle lors de l'attaque terroriste perpétrée contre la salle de concert.
C'est sur son lit d'hôpital, où il reste deux semaines, qu'il corrige les épreuves de son cinquième roman, Marguerite n'aime pas ses fesses, qui paraît en avril 2016 chez Quidam Éditeur. D'ailleurs, à la fin du livre, il remercie le personnel du CHU Henri-Mondor de Créteil s'étant occupé de lui.
Les événements du 13 novembre au Bataclan lui inspireront son livre suivant, Le livre que je ne voulais pas écrire, paru en août 2017, chez Quidam Éditeur. Ni tout à fait récit, ni tout à fait roman, Erwan Larher préfère parler d'objet littéraire pour le définir. Désireux d'éviter une forme autofictionnelle, l'auteur utilise la deuxième personne du singulier, projetant tour à tour le lecteur dans les différents personnages y compris celui d'un des terroristes. Le récit alterne les scènes qu'il a vécues et celles "Vu du dehors". Pour ces dernières, l'auteur insère des textes qu'ont écrits des proches (famille et amis) : Jérome Attal,Charlotte Becquin, Frédéric Burel, Manuel Candré, Jeanne Doe, Manon Fargetton, Bertrand Guillot, Paul Larher, Philippe Larher, Églantine Le Coz, Delphine Nahon, Loulou Robert, Sigolène Vinson et Alice Zéniter.

## Œuvres

### Romans
- Qu'avez-vous fait de moi ?, Éditions Michalon, août 2010, 286 p.  (ISBN 2841865363) [12])
- Autogenèse, Éditions Michalon, janvier 2012, 462 p.  (ISBN 2841865932) [13])
- L'Abandon du mâle en milieu hostile, Plon, janvier 2013  (ISBN 2259220223) [14])
- Entre toutes les femmes, Plon, janvier 2015  (ISBN 2259222579) [15])
- Marguerite n'aime pas ses fesses, Quidam Éditeur, avril 2016, 259 p.  (ISBN 2915018995) [16])
- Le Livre que je ne voulais pas écrire, Quidam éditeur, août 2017, 260 p.  (ISBN 2374910636) [17])
- Pourquoi les hommes fuient ?, Quidam éditeur, août 2019,  (ISBN 2374911071)
- Indésirable, Quidam éditeur, 2021

### Récompenses
L'Abandon du mâle en milieu hostile a obtenu le prix Louis-Barthou de l'Académie française ainsi que le prix Claude Chabrol.